# Transandinomys talamancae
Transandinomys talamancae је врста глодара из породице хрчкова (лат. Cricetidae). 

## Распрострањење
Врста има станиште у Венецуели, Еквадору, Колумбији, Костарици и Панами.

## Станиште
Врста Transandinomys talamancae има станиште на копну.

## Начин живота
Исхрана врсте Transandinomys talamancae укључује семе и плодове. 

## Угроженост
Ова врста није угрожена, и наведена је као последња брига јер има широко распрострањење.

### Популациони тренд
Популација ове врсте је стабилна, судећи по доступним подацима.